# NGC 3244

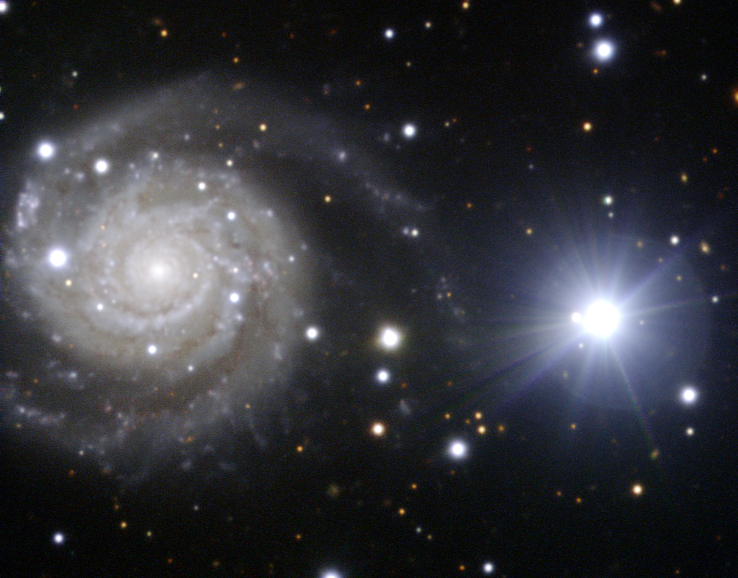
NGC 3244 pris par l'instrument FORS2 installé sur le Very Large Telescope (ESO).

NGC 3244 est une galaxie spirale située dans la constellation de la Machine pneumatique. NGC 3244 a été découverte par l'astronome britannique John Herschel en 1835.

## Caractéristiques
Sa vitesse par rapport au fond diffus cosmologique est de 3 068 ± 22 km/s, ce qui correspond à une distance de Hubble de 45,3 ± 3,2 Mpc (∼148 millions d'al).
À ce jour, une dizaine de mesures non basées sur le décalage vers le rouge (redshift) donnent une distance de 28,171 ± 7,134 Mpc (∼91,9 millions d'al), ce qui est à l'extérieur des valeurs de la distance de Hubble. Notons cependant que c'est avec la valeur moyenne des mesures indépendantes, lorsqu'elles existent, que la base de données NASA/IPAC calcule le diamètre d'une galaxie et qu'en conséquence le diamètre de NGC 3244 pourrait être d'environ 43,3 kpc (∼141 000 al) si on utilisait la distance de Hubble pour le calculer.
La classe de luminosité de NGC 3244 est III-IV et elle présente une large raie HI. Elle renferme également des régions d'hydrogène ionisé.

## La supernova SN 2010ev
La supernova SN 2010ev a été découverte dans cette galaxie le 27 juin 2010 par le programme automatisé de recherche de supernova CHASE (Chilean Automatic Supernova Search). C'était une supernova de type Ia, c'est-à-dire l'explosion intégrale de la naine blanche qui s'y trouvait.
À son intensité maximale, SN 2010ev a atteint une magnitude apparente d'environ 14, la rendant 1000 fois moins brillante que ce que l'œil humain peut voir, mais c'était la troisième plus brillante supernova observée en 2010.